# Panamerikanische Spiele 2023/Wasserski
Bei den Panamerikanischen Spielen 2023 in der chilenischen Hauptstadt Santiago de Chile fanden vom 21. bis 22. Oktober 2023 im Wasserski zehn Wettbewerbe statt, davon je fünf bei den Männern und bei den Frauen. Austragungsort war die Los Morros Lagune.

## Bilanz

### Medaillenspiegel
| Platz  | Land                    | Gold | Silber | Bronze | Gesamt |
| ------ | ----------------------- | ---- | ------ | ------ | ------ |
| 1      | Vereinigte Staaten      | 5    | 1      | 3      | 9      |
| 2      | Argentinien             | 2    | 1      | 1      | 4      |
| 3      | Kanada                  | 1    | 6      | 2      | 9      |
| 4      | Chile                   | 1    | 1      | 3      | 5      |
| 5      | Mexiko                  | 1    | —      | —      | 1      |
| 6      | Dominikanische Republik | —    | 1      | —      | 1      |
| 7      | Brasilien               | —    | —      | 1      | 1      |
| Gesamt | Gesamt                  | 10   | 10     | 10     | 30     |

### Medaillengewinner
Männer
| Disziplin | Gold             | Silber           | Bronze          |
| --------- | ---------------- | ---------------- | --------------- |
| Springen  | Emile Ritter     | Dorien Llewellyn | Tobías Giorgis  |
| Slalom    | Nate Smith       | Robert Pigozzi   | Felipe Simioni  |
| Tricks    | Patricio Font    | Dorien Llewellyn | Matías González |
| Gesamt    | Dorien Llewellyn | Tobías Giorgis   | Martín Labra    |
| Wakeboard | Kai Ditsch       | Hunter Smith     | Daniel Johnson  |

Frauen
| Disziplin | Gold             | Silber             | Bronze           |
| --------- | ---------------- | ------------------ | ---------------- |
| Springen  | Regina Jaquess   | Agustina Varas     | Paige Rini       |
| Slalom    | Regina Jaquess   | Neilly Ross        | Paige Rini       |
| Tricks    | Erika Lang       | Neilly Ross        | Anna Gay         |
| Gesamt    | Regina Jaquess   | Paige Rini         | Anna Gay         |
| Wakeboard | Eugenia de Armas | Mary Morgan Howell | Ignacia Holscher |